# Copley Plaza
El Fairmont Copley Plaza Hotel (o Plaza Copley como se le conoce) es un tradicional hotel de cuatro estrellas en el centro de Boston, Massachusetts. La inauguración fue 1912, 16 meses después de iniciar la construcción, en St James Avenue y define el lado sur de Copley Square.

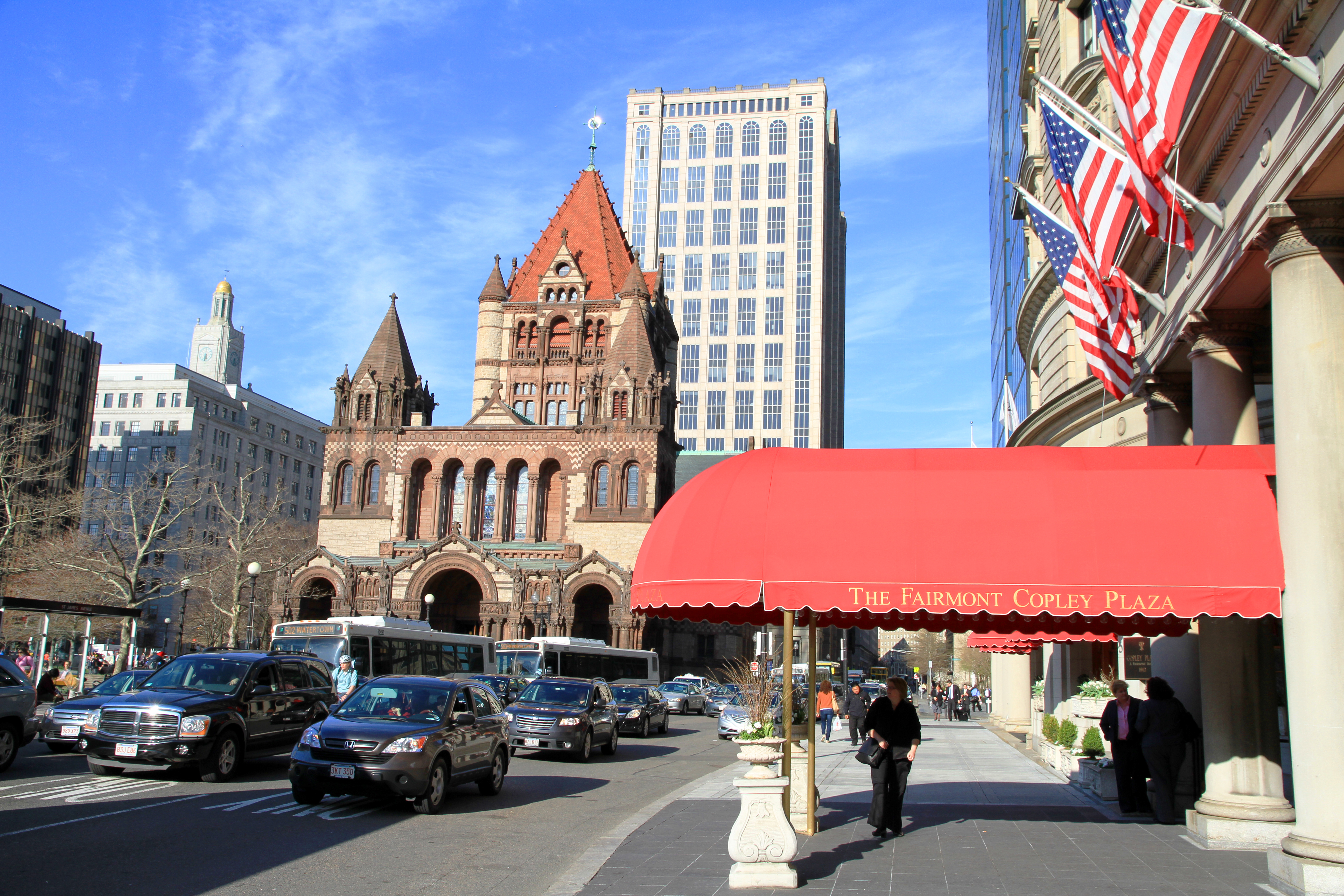
Copley Plaza, 2013

## Historia
El Copley Plaza Hotel fue inaugurado en 1912. El alcalde de Boston John F. Fitzgerald, abuelo del Presidente Kennedy, presidió una recepción de más de 1000 personas que incluyeron dignatarios, dirigentes cívicos, capitanes de la industria, y estrellas de cine. La inauguración del Copley Plaza fue tan popular que se estima que las habitaciones se habían reservado con 16 meses de antelación. El costo total de la inauguración del hotel fue la extravagante suma de 5,5 millones de dólares, y como señaló un periódico, "La inauguración fue uno de los eventos más coloridos y brillantes que se hubiera visto alguna vez en Boston. Marcó una nueva era en hotelería, no sólo en Boston, sino en todo el país. "
El Copley Plaza fue construido en el sitio donde originalmente se encontraba el Museo de Bellas Artes. El hotel fue nombrado en honor de John Singleton Copley, el pintor norteamericano, junto con la Biblioteca Pública de Boston, la Trinity Church, y la iglesia Old South es uno de los hitos arquitectónicos de la Plaza Copley.
El hotel es obra del arquitecto Henry Janeway Hardenbergh, que también diseñó otros hoteles famosos, entre ellos el Hotel Willard en Washington D. C. y El Plaza en la ciudad de Nueva York. Aunque muchos decenios han pasado desde que se inauguraron el Plaza y el Copley Plaza, hoy en día los visitantes pueden disfrutar de una experiencia muy similar a la que tenían los visitantes en 1912. Se han preservado gran parte de la arquitectura clásica y la decoración, como el famoso monograma con las letras "P" que aparece hoy en ambos hoteles. El hotel que posee siete pisos, está construido de piedra caliza y ladrillo resistente al agua en estilo Beaux-Arts. El edificio con forma de E se apoya firmemente sobre pilotes que están enterrados a una profundidad de 20 metros por debajo del nivel de la calle.
En 1979, durante un incendio en el Copley Plaza Hotel, el magnate de los medios de comunicación Sumner Redstone sobrevivió colgándose de la ventana de un tercer piso hasta que fue rescatado. Su mano fue parcialmente dañada por el fuego. Fritz Kohn, abuelo de John Kerry, se suicidó de un disparó en el baño de este hotel.
El Copley Plaza es reconocido como un innovador en la industria hotelera. El hotel fue el primer hotel completamente climatizado en Boston, el primer hotel internacional con un sistema de reservas, y el primero en aceptar tarjetas de crédito.

## Huéspedes famosos

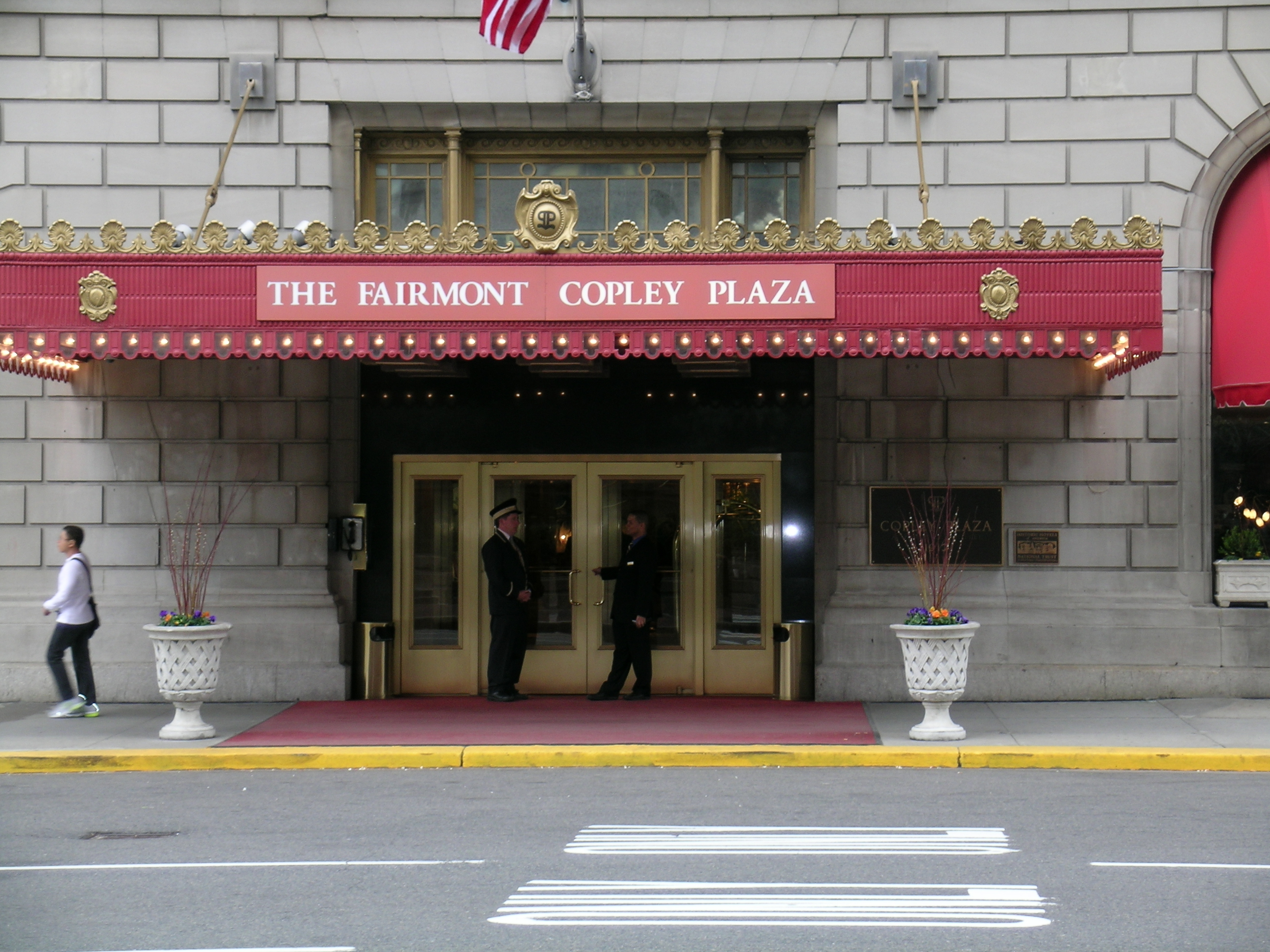
Entrada del Fairmont Copley Plaza desde Dartmouth Street

Desde sus primeros años, el Copley Plaza ha sido anfitrión de muchos ciudadanos famosos. Todos los presidentes norteamericanos desde el presidente William Howard Taft han visitado el hotel. La realeza de Grecia, Tailandia, Abisinia, Arabia Saudita, Irán, Bélgica, Dinamarca e Inglaterra también ha visitado el hotel. Entre las personalidades que se han hospedado en él se incluye Tony Bennett, Lena Horne, Dorothy Lewis, Frank Sinatra y Luciano Pavarotti. Además, Elizabeth Taylor y Richard Burton eligieron el Plaza Copley para pasar su segunda luna de miel.

## El vestíbulo
Desde la década de 1920, el vestíbulo de entrada ha sido llamado el "Paseo de los Pavos Reales" debido al permanente desfile de bostonianos elegantemente vestidos para asistir a tés, bailes y eventos sociales. El vestíbulo con una superficie de 500 metros cuadrados cuenta con un techo artesonado dorado de 7 metros de alto con candelabros de cristal de estilo Imperio haciendo juego y columnas de mármol italiano.